# ورزشگاه اواسا کنما
ورزشگاه اواسا کنما (به لاتین: Awassa Kenema Stadium) یک ورزشگاه در اتیوپی است که در اوواسا واقع شده‌است.